# Афоаква, Диксон
Ди́ксон Афоа́ква (англ. Dickson Afoakwa; род. 26 апреля 1998, Кумаси) — ганский футболист, нападающий.

## Карьера
Диксон Афоаква — воспитанник клуба «Корнерстон» из родного города Кумаси, где он играл во втором дивизионе. Он начал карьеру в клубе «Динамо-Брест», за который дебютировал 29 июля 2016 года в матче чемпионата Белоруссии с клубом БАТЭ, выйдя на замену на 68 минуте встречи вместо Александра Демешко; в этой встрече Диксон получил жёлтую карточку. 10 сентября того же года футболист забил первый мяч в карьере, поразив ворота клуба «Славия-Мозырь». В ноябре футболист попал на просмотр в московский «Спартак». В феврале 2018 года был на просмотре в ФК «Александрия» (Украина), 20 февраля было объявлено о переходе Диксона в этот клуб на правах аренды до конца года, но в следующем месяце «Александрия» отказалась от сделки. В июле 2018 года покинул ФК «Динамо Брест» на правах свободного агента. В конце июля 2018 года подписал контракт с ФК «Триглав» (Словения). С сезона 2019 года нападающий южноафриканского клуба Стелленбос.